# Баламбанган (государство)
Баламбанга́н (индон. Balambangan) — историческое государство на территории современной Индонезии.
В XVI веке в результате распада Маджапахита в восточной части острова Ява возникло самостоятельное государственное образование. Население Баламбангана исповедовало индуизм-шиваизм. В начале XVII века султан Матарама, исповедующий ислам, захватил остров и уничтожил большую часть населения, насильственно обратив оставшихся в живых в мусульманство. В 1743 году Баламбанган вместе с Матарамом стал владением голландской Ост-Индской компании.